# Arnprior
Arnprior es un pueblo canadiense situado en la provincia de Ontario.

## Superficie
Arnprior tiene una superficie de 13,04 km².

## Demografía
En 2021, tenía 9629 habitantes, una densidad poblacional de 738,5 hab./km², y 4458 viviendas.